# Herbert Bochow
 (septembre 2023).
Herbert Bochow (né le 20 novembre 1906 à Eberstadt, mort le 5 juin 1942 à Berlin) est un écrivain et résistant allemand au nazisme.

## Biographie
Herbert Bochow est issu d'une famille de la classe moyenne. Il appartient d'abord au mouvement völkisch et est membre de Jungdeutscher Orden. Pendant ses études de philosophie à Leipzig, il entre en contact avec des étudiants et des artistes socialistes, ce qui l'amène à se consacrer à l'étude du marxisme.
En 1929, il devient membre du Parti communiste d'Allemagne, ce qui conduit sa famille à refuser un soutien financier supplémentaire pour ses études. Bochow gagne alors sa vie en tant qu'employé et commence à utiliser son talent artistique pour la lutte politique. Bochow écrit des poèmes, des romans et des pièces de théâtre. Il compose aussi une cantate sur le Manifeste du parti communiste et des scènes pour les troupes d'agitprop de Leipzig du KPD. Et il est devenu membre de l'Association des écrivains prolétariens révolutionnaires.
À l'arrivée des nazis au pouvoir, Bochow est arrêté et placé en "détention conservatoire". Il est détenu au camp de concentration de Sachsenburg jusqu'en mai 1934. Après sa sortie de prison, Bochow rejoint la résistance contre le nazisme. En novembre 1934, il est arrêté par la Gestapo et condamné à 18 mois de prison.
Après sa libération à l'été 1936, il trouve des liens avec l'organisation clandestine du KPD à Dresde. Avec le peintre Fritz Schulze, Bochow tente d'établir des contacts avec des opposants bourgeois à Hitler. Le groupe de résistance qui en résulte à Dresde et Leipzig compte plus de 60 membres. Le cercle comprend les peintres Albert Hensel et Eva Schulze-Knabe et l'électricien Karl Stein. Et à partir de 1940, Bochow entre également en contact, via Elisabeth Pungs, avec le groupe Rütli autour de Hanno Günther à Berlin.
En juin 1941, Herbert Bochow est arrêté pour la troisième fois. Le 11 mars 1942, Herbert Bochow, Fritz Schulze et Albert Hensel sont condamnés à mort et exécutés le 5 juin dans la prison de Plötzensee à Berlin.
Son fils Frank Bochow sera diplomate de la République démocratique allemande.